# Vitellaria
Vitellaria es un género con 30 especies de árboles pertenecientes a la familia Sapotaceae. Son nativos del oeste de África.

## Especies seleccionadas
- Vitellaria campechiana
- Vitellaria campechina
- Vitellaria casaretti
- Vetillaria catocladantha
- Vitellaria curvifolia
- Vitellaria paradoxa

## Sinónimos
- Butyrospermum.